# Gaúcho (futebolista)
Luís Carlos Tóffoli, mais conhecido como Gaúcho (Canoas, 7 de março de 1964 — São Paulo, 17 de março de 2016), foi um futebolista e treinador brasileiro que atuava como centroavante.

## Carreira

### Início
Iniciou sua carreira nas divisões de base do Flamengo e teve passagens por XV de Piracicaba, Grêmio, Verdy Kawasaki, do Japão, e Santo André. 

### Palmeiras
Em 1988 chegou ao Palmeiras. Não conquistou títulos, mas deixou sua marca ao fazer 31 gols em 79 partidas pelo clube. 
Foi protagonista de um episódio memorável do futebol nacional: em partida contra o Flamengo, válida pela primeira fase do Campeonato Brasileiro, atuou como goleiro, por razão de Zetti ter se lesionado em dividida com Bebeto, no segundo tempo, quando já haviam sido feitas as duas substituições permitidas. Sofreu gol do mesmo Bebeto, o que deixou o marcador em 1 a 1. Placar mantido, a disputa foi aos pênaltis, valendo um ponto extra. Gaúcho defendeu as cobranças de Aldair e Zinho, e ainda marcou o seu. O Palmeiras venceu nas penalidades por 5 a 4. Antes das cobranças, afirmou com convicção ao repórter Marcelo Rezende que iria agarrar e ganhar.

### Flamengo e Boca Juniors
Em 1990 retornou ao Flamengo, tornando-se ídolo da torcida rubro-negra. Através de seus gols de cabeça ajudou o rubro-negro a conquistar a Copa do Brasil de 1990, o Campeonato Carioca de 1991 e o Campeonato Brasileiro de 1992. Disputou 200 partidas e marcou 98 gols. Foi artilheiro dos campeonatos cariocas de 1990 e 1991, da Libertadores da América de 1991 e da Supercopa Libertadores de 1991. Tais feitos o credenciaram a ser contratado pelo Boca Juniors para substituir o artilheiro Batistuta (que estava com a Seleção), exclusivamente para dois jogos da final do Campeonato Argentino contra o Newell's Old Boys. A experiência não foi bem sucedida e Gaúcho foi vaiado na Bombonera.

### Outros clubes
Em 1993, após deixar o Flamengo, foi defender o Lecce, pequeno clube italiano que havia subido para a primeira divisão. Gaúcho disputou apenas cinco partidas na Itália, e em 1993 retornou ao Brasil para jogar pelo Atlético Mineiro, onde permaneceu até 1994. Já em 1995, jogou o Paulistão pela Ponte Preta e no mesmo ano disputou o Brasileirão pelo Fluminense. Encerrou sua carreira futebolística em 1996, atuando pelo Anápolis.

### Pós-carreira
Em 2001 fundou o Cuiabá, clube que passou a disputar o Campeonato Mato-Grossense e logo em sua estreia conquistou o seu primeiro título estadual. Em 2003 iniciou sua carreira de treinador no próprio Cuiabá, e ainda teve passagens por Mixto e Luverdense. 

## Vida pessoal
Foi casado com a atriz Inês Galvão e teve três filhos.

## Morte
Morreu no dia 17 de março de 2016, vítima de um câncer de próstata.

## Títulos

### Como jogador
Grêmio
- Campeonato Gaúcho: 1985
- Troféu Cidade de Palma de Mallorca: 1985
- Torneio de Rotterdam: 1985

Palmeiras
- Taça dos Invictos: 1989

Flamengo
- Campeonato da Capital : 1991 e 1993
- Campeonato Brasileiro: 1992
- Campeonato Carioca: 1991
- Copa Rio: 1991
- Taça Cidade do Rio de Janeiro: 1991
- Copa do Brasil: 1990
- Taça Guanabara: 1984

### Como auxiliar técnico
Cuiabá
- Campeonato Mato-Grossense: 2003 e 2004

### Artilharias
- Campeonato Carioca: 1990 (14 gols) e 1991 (17 gols)
- Copa Libertadores da América: 1991 (8 gols)
- Supercopa Libertadores: 1991 (3 gols)